# Pozuelo de Alarcón

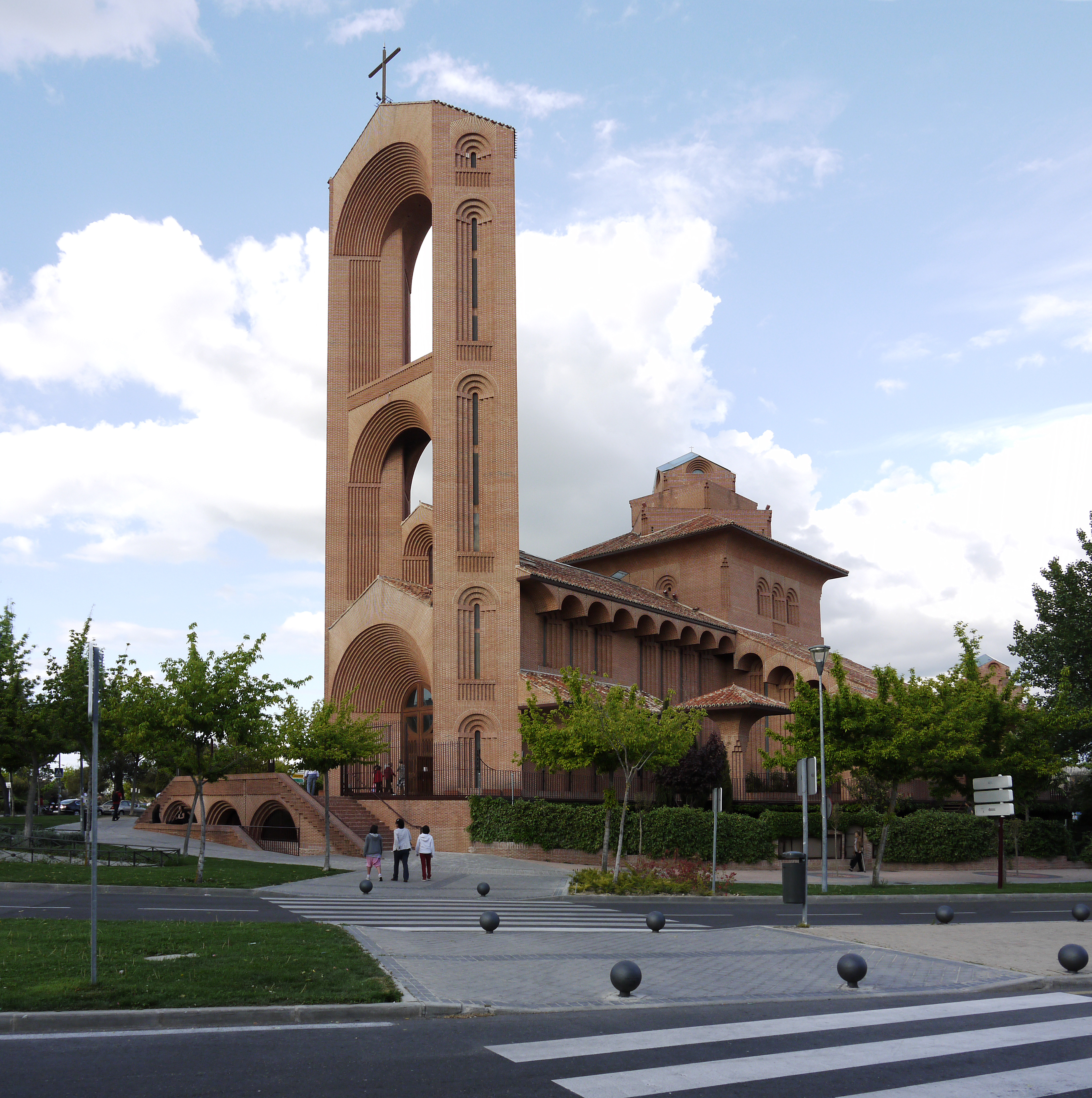
Iglesia de Santa María de Caná.

Pozuelo de Alarcón (spanskt uttal: [poˈθwelo ðe alaɾˈkon]) är en stad och kommun i den autonoma regionen Madrid i centrala Spanien. Staden utgör en västlig förort till Madrid, belägen cirka 9,5 kilometer från Madrids centrum. Kommunen har 89 378 invånare (2024), på en yta av 43,20 km².
År 2022 rankades Pozuelo de Alarcón som Spaniens rikaste kommun. I kommunen ligger området La Finca, ett isolerat och exklusivt bostadsområde, känt för sina välbärgade invånare, bland annat många fotbollsspelare.

## Historia
Staden är även känd som Pozuelo de Aravaca, detta namn som har hållit sig kvar över tiden kommer från de betydande förekomsten av brunnar och källor på orten, och namnet Alarcón, en familj som så småningom blev adlig. Orten är mycket nära knuten till Madrid från vilken den avskiljs genom Casa de Campo. Under medeltiden var Pozuelo underordnad Villa de Madrid, och integrerat inom dess distrikt Sexmo de Aravaca.
Även om det ursprungligen handlar om ett samhälle som låg under kronans styre, så överfördes 1631 makten genom försäljning till Don Gabriel Ocaña de Alarcón, i ett övergripande sammanhang för att finansiera den kungliga kassan genom utförsäljning av ämbeten, titlar och jurisdiktioner.
Pozuelo de Alarcón har präglats av sin funktion att försörja Madrid, vilket var fallet med de flesta byar kring huvudstaden och hovet. Invånarna i Pozuelo levde av jordbruk, boskap, garvning och arbete i Madrid.
Det var inte förrän på 1870-talet som det skedde en svag omvandling i ortens socioekonomiska kontinuitet, i och med uppförandet av de första sommarbostäderna, enfamiljsbostäder som kallas för "hotell." Detta var en följd av järnvägens ankomst. Runt Pozuelos järnvägsstation växte stadsdelen Barrio de la Station fram. I slutet av 1800-talet införlivades den lilla, fattiga staden Humera i Pozuelo de Alarcón.

## Geografi
Kommunens yta täcker 43,20 km². Staden har nästan ett tusen hektar parkmark. Staden ligger cirka 689 meter över havet.
Kommunen gränsar i norr, öster och söder till Madrid, till stadsdelarna El Plantio, Aravaca, Casa de Campo och Aluche respektive; samt i väster till kommunerna Alcorcón, Boadilla del Monte och Majadahonda.
Trots att Pozuelo de Alarcón är en självständig kommun, så bildar den en kontinuerlig tätort med Madrid. Särskilt med Madrid-stadsdelen Aravaca, som i sin tur är isolerat från resten av Madrids gator och bara är tillgängligt via landsväg och järnväg. Med detta distrikt bildar Pozuelo de Alarcón en enda tätbebyggelse, i vilken det är svårt att separera den ena kommunen från den andra, med undantag för de skyltar som visar bytet av kommun längs några vägar. Det senare fallet är särskilt tydligt för Avenida de Europa, en stadsgata som löper genom Pozuelo, går in i på Madrids mark ett par meter och sedan återgår till Pozuelos ägor.

## Kommunikationer
Pozuelo har goda kommunikationer med Madrid och staden har många företag i tjänstesektorn.
Kommunikationerna med bil går via motorvägen A-6, landsvägen M-503 och M-40. Pendeltågsnätet har en station vid namn Pozuelo, fast det finns ytterligare en station, El Barrial-Centro Comercial Pozuelo, som betjänar Pozuelos, och då särskilt affärscentrat med Hipercor, trots att den ligger på Madrids mark i stadsdelen El Plantio, Moncloa-Aravaca.
Sedan juli 2007 kan man också komma till Pozuelo med lätt-metron Linje 2, som hör till Madrids tunnelbana.
Pozuelo de Alarcón är den enda kommunen i Madrid, med undantag för huvudstaden, som betjänas av Empresa Municipal de Transportes de Madrid genom linjerna A (Moncloa-Somosaguas), H (Aluche -Somosaguas), I (Ciudad Universitaria-Somosaguas) och tidigare även linje B (Station Aravaca-Somosaguas) som dock lades ner när lätt-metrons linje 2 togs i drift. Dessa busslinjer betjänar campus vid Universidad Complutense de Madrid som ligger inom kommunen och även Humera.

## Vänorter
Pozuelo de Alarcón har följande vänorter:
- Issy-les-Moulineaux, Frankrike (1990)
- Poznań, Polen (1992)
- Recanati, Italien (2002)
- Xicheng, Kina (2006)
- Bir Lehlu, Västsahara (2008)
- Naucalpan de Juárez, Mexiko (2008)